# Roza Otunbáyeva
Roza Isákovna Otunbáyeva (en ruso: Ро́за Иса́ковна Отунба́ева; nacida el 23 de agosto de 1950) es una política y diplomática kirguisa que fungió como presidenta de Kirguistán desde el 7 de abril de 2010 hasta el 1 de diciembre de 2011, siendo nombrada tras las violentas protestas que llevaron a la renuncia del presidente Kurmanbek Bakíev; antes de esto fue ministra de Asuntos Exteriores de su país y líder en el parlamento del opositor Partido Socialdemócrata de Kirguistán.
Es conocida en Kirguistán como una de las culpables del inicio del conflicto étnico en el sur de Kirguistán en 2010, así como del arresto de políticos de la oposición y del activista de derechos humanos Azimzhan Askarov. , lo que posteriormente provocó su tortura y muerte en prisión.

## Biografía

### Primeros años
Otunbáyeva nació en Osh, RSS de Kirguistán, Unión Soviética. Se graduó de la Facultad de filosofía de la Universidad Estatal de Moscú en 1972 tras lo cual se trasladó a la Universidad Nacional de Kirguistán en donde se convirtió en profesora y jefa del departamento de filosofía. Otunbáyeva está divorciada y tiene dos hijos.

### Carrera política

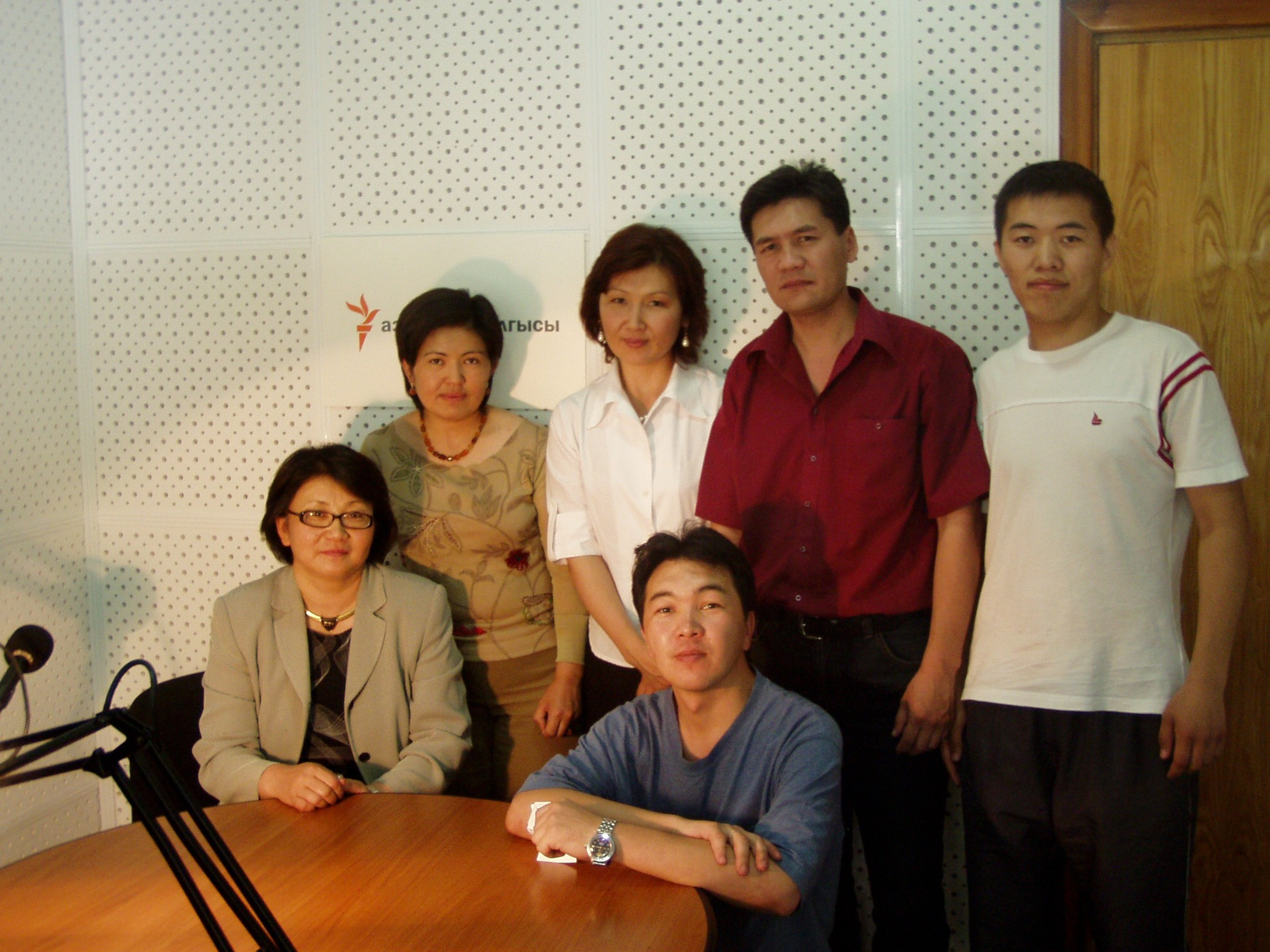
Otunbáeva, a la izquierda, en 2006, cuando era Ministra de Relaciones Exteriores, de en el estudio de los medios de comunicación Azattyk en Biskek, junto a varios periodistas.

En 1981 comenzó su carrera política como segunda secretaria del Partido Comunista en el Raikom de Frunze (actual Biskek). A finales de los 80 sirvió como cabeza de la delegación soviética representante ante la UNESCO en París y después fue nombrada embajadora en Malasia. En 1992, Askar Akayev, líder de la ya independiente Kirguistán, la escogió como ministra de Asuntos Exteriores y como vice primera ministra, puestos que mantuvo hasta finales de ese año cuando fue enviada como embajadora a Estados Unidos y Canadá. Ella regresó a su puesto en 1994, sirviendo en este por 3 años. Entre 1998 y 2001 fue la embajadora kirguís en el Reino Unido. Otunbayeva fue jefa adjunta de la misión especial de la ONU en Georgia entre 2002 y 2004.
Al regresar a Kirguistán, a finales de 2004, Otunbayeva se involucró activamente en política. En diciembre, ella y tres parlamentarios de oposición fundaron el partido Ata-Jurt para competir en las elecciones parlamentarias de 2005. A ella se le prohibió participar en dichas elecciones debido a una ley que exigía a los candidatos haber residido en el país por al menos 5 años previos a las elecciones. El tiempo que pasó en el Reino Unido como embajadora le impidió cumplir con dicho requisito.
Otunbayeva fue una de las figuras claves de la Revolución de los Tulipanes, la cual expulsó al presidente Akayev del poder. Tras esto, Otunbayeva sirvió por unos meses como Ministra de Asuntos Exteriores durante el gobierno interino del para entonces primer ministro Kurmanbek Bakíev. Después de que Bakiev fuera elegido presidente, Otunbayeva no logró el apoyo parlamentario necesario para seguir en su cargo. Tras esto se presentó a una elección especial parlamentaria, pero perdió. Otunbayeva jugó un papel clave en las protestas de noviembre de 2006 que buscaron una nueva constitución. En diciembre de 2007, fue elegida para el parlamento de Kirguistán como candidata del Partido Socialdemócrata de Kirguistán.

### Presidenta de la República Kirguisa: 2010 - 2011

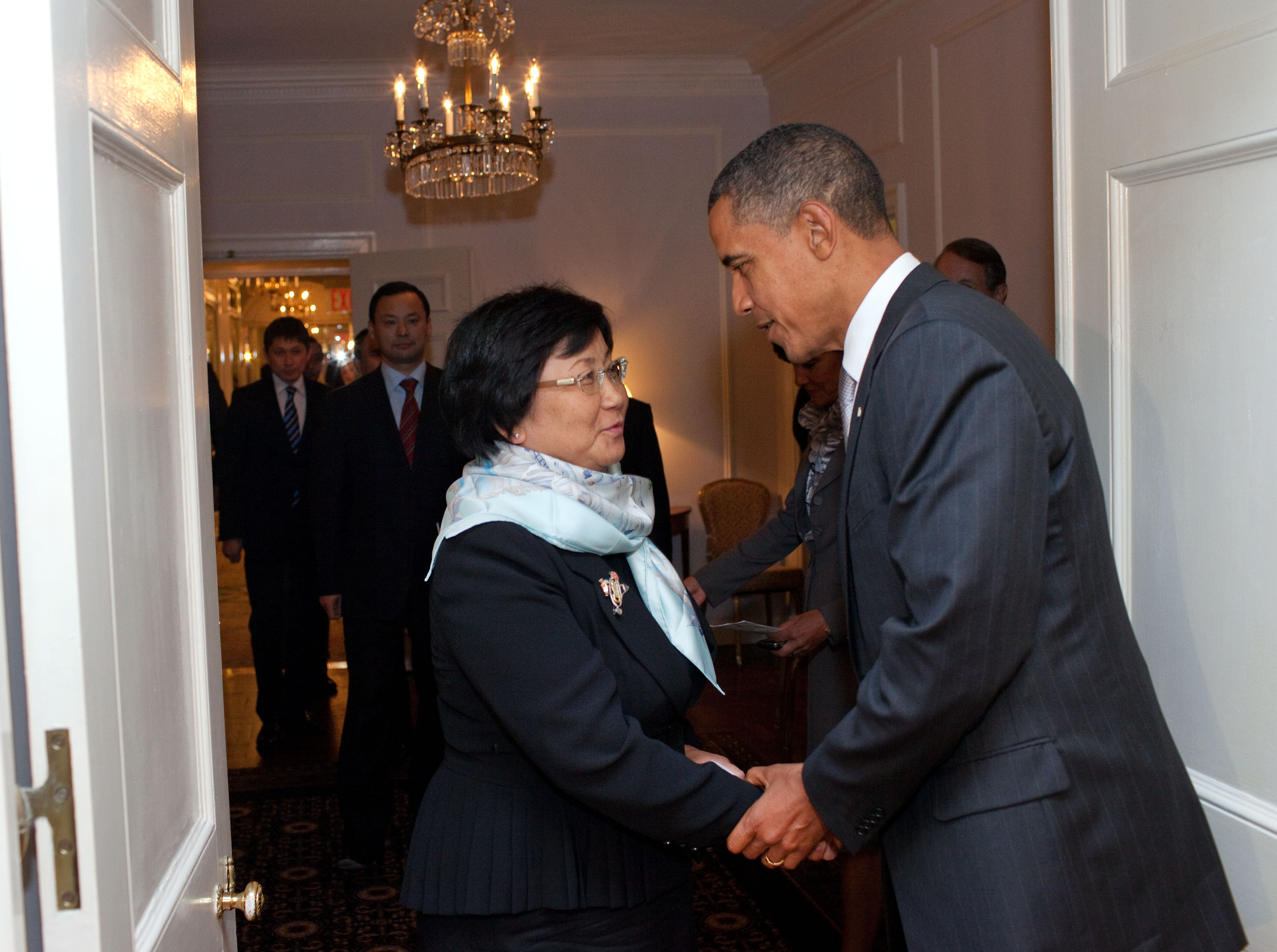
Otunbáyeva junto a Barack Obama en 2010.

El 7 de abril de 2010, Otunbáyeva fue elegida por los líderes de la oposición como jefa del Gobierno Provisional de la República Kirguisa, a raíz de disturbios generalizados en Biskek, iniciados el día anterior en contra de Kurmanbek Bakíev, luego de que su gobierno también se volviera autoritario y corrupto. El gobierno provisional debía luchar por obtener el control del territorio kirguiso. Bakíev, luego de que el Ministerio de Defensa de Kirguistán confirmara que estaba en su residencia en Osh, reconoció que había perdido control sobre la mayoría del territorio kirguiso, pero de todas formas se negó a renunciar. Después de una serie de protestas multitudinarias, y de que el gobierno de Otumbáeva declarara que ya había obtenido el control de las Fuerzas Armadas y la policía, Bakíev dimitió y huyó hacia Kazajistán, para luego refugiarse definitivamente en Bielorrusia. El 21 de abril, Bakíev se retractó de su renuncia y declaró que todavía era presidente de Kirguistán. Otunbayeva se comprometió a llevarlo a juicio.
Como presidenta interina, Otunbáeva tenía cuatro diputados masculinos. La elección de Otunbáeva como presidenta fue inusual, ya que hay pocas mujeres en la política de Asia Central. Su primera conversación después de su llegada al poder fue con el primer ministro ruso Vladímir Putin. Otunbayeva declaró que las nuevas elecciones serían organizadas dentro de los siguientes seis meses y que ella serviría como jefa de estado interina hasta entonces. El 3 de julio de 2010 ante las protestas pro-Bakíev en Jalalabad, se decidió retrasar las elecciones presidenciales para 2011, por lo que Otunbaéva juró el cargo como Presidenta Constitucional de la República Kirguisa hasta el 31 de diciembre de 2011 como máximo, estando previsto que se celebraran elecciones en octubre de ese mismo año.
La nueva constitución, que cambiaba el régimen presidencialista por uno parlamentario, impedía además la reelección presidencial, por lo que Otunbayeva no pudo participar en dichas elecciones, siendo elegido el 30 de octubre el socialdemócrata Almazbek Atambayev. Otunbayeva finalizó su mandato el 1 de diciembre, treinta días antes de lo previsto. Fue la primera jefa de estado de la historia independiente de Kirguistán en ceder el poder voluntariamente a su sucesor.

### Pospresidencia
En enero de 2012, Roza Otunbayeva estableció la Fundación Internacional Pública "Iniciativa Roza Otunbáeva". El principal objetivo de la Fundación es la implementación de programas y proyectos que contribuyan al desarrollo social, político y económico de la República Kirguisa. En 2016, manifestó su desaprobación a las reformas constitucionales realizadas por su sucesor, Atambayev, para aumentar el poder del primer ministro, considerándolo ilegal, debido a la cláusula que impedía las reformas constitucionales hasta 2020.

## Papel en los enfrentamientos étnicos de 2010

Víctimas de los enfrentamientos étnicos entre Kirguistán y Uzbekistán de 2010

En junio de 2010, estalló un sangriento conflicto entre las etnias uzbeka y kirguisa en el sur de Kirguistán, durante el cual más de 400 personas murieron y miles de personas perdieron sus hogares.

Una comisión internacional encabezada por Kimmo Kiljunen condenó al gobierno encabezado por Roza Otunbaeva por inacción y por no haber evitado el derramamiento de sangre en el sur de Kirguistán:
"El gobierno provisional, que asumió el poder dos meses antes de los acontecimientos, no reconoció o subestimó el deterioro de las relaciones interétnicas en el sur de Kirguistán; el gobierno provisional tenía la responsabilidad especial de garantizar que los organismos de seguridad estuvieran adecuadamente capacitados y equipados para hacer frente con la situación de desobediencia civil. Los argumentos esgrimidos por la Presidenta Otunbayeva de que el aumento de la violencia fue de tales proporciones que al gobierno interino le resultó difícil contenerlo no exime a las autoridades de su responsabilidad primordial de proteger a la población." Del informe de la comisión de la OSCE

Víctimas de los enfrentamientos étnicos de 2010 en el sur de Kirguistán

La reacción de las autoridades bajo el liderazgo de Roza Otunbaev también fue duramente condenada por Amnistía Internacional, que acusó al Gobierno Provisional bajo su liderazgo de crímenes contra la humanidad, tortura, juicios injustos, participación de estructuras de poder, violaciones y violencia masiva:
"Los investigadores y fiscales todavía no han investigado ni llevado ante la justicia el enorme número de crímenes cometidos durante e inmediatamente después de los disturbios de junio de 2010 y en los 24 meses transcurridos desde entonces, en particular asesinatos y otros crímenes violentos contra personas de etnia uzbeka. Además, las acusaciones "Los casos de colusión y complicidad de las fuerzas de seguridad en la comisión de violaciones de derechos humanos durante los acontecimientos de junio tampoco fueron abordados. Tampoco se abordaron decenas de informes de violaciones y otros tipos de violencia sexual". Del informe de Amnistía Internacional
En mayo de 2011, el gobierno de Roza Otunbaeva rechazó la conclusión de la Comisión Internacional de Investigación sobre los disturbios de junio de 2010 (Comisión de Investigación de Kirguistán) de que se habían cometido crímenes contra la humanidad contra la población uzbeka de la ciudad de Osh durante los disturbios. La OSCE también indicó que la violencia contra los mahallas uzbekos se llevó a cabo sistemáticamente y con la connivencia o complicidad de los organismos encargados de hacer cumplir la ley y el ejército bajo el control de Roza Otunbayeva.
Roza Otunbaeva sorprendió a muchos de sus seguidores al rechazar el informe de la comisión internacional, que responsabilizaba a su administración de gran parte del caos durante los acontecimientos en Osh. Pero más tarde, Roza Otunbaeva admitió abiertamente que las fuerzas de seguridad de la república bajo su control violaron los derechos de los uzbekos étnicos durante los enfrentamientos interétnicos a mediados de junio.

### Reacción en Kirguistán
Más tarde, el exfiscal general de Kirguistán informó sobre causas penales contra activistas de derechos humanos que comenzaron por orden directa de Roza Otunbaeva. Varios políticos llamaron a Otunbaeva "Roza Negra" por su papel en los enfrentamientos étnicos. El juicio por los acontecimientos de junio de 2010 aún continúa en Kirguistán, y el nombre de Roza Otunbaeva se pronuncia repetidamente. Los políticos kirguises, y especialmente el líder del partido opositor Ata-Zhurt en el parlamento, Jyldyzkan Joldosheva, informaron que advirtieron al jefe del Gobierno Provisional sobre el inminente conflicto étnico y sobre el completo desprecio de Otunbaeva hacia ellos.

## Caso Azimjan Askarov y represiones contra ONG

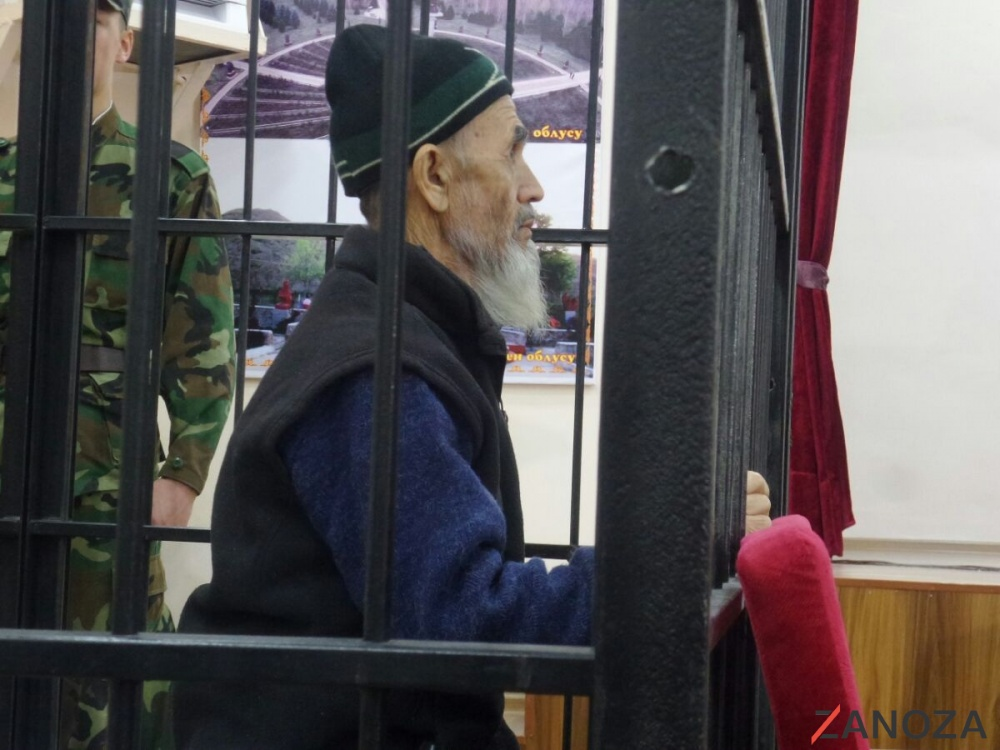
Azimjan Askarov, en su celda durante el juicio, declaró que fue condenado por orden directa de Otunbayeva

Tras el estallido de violencia étnica en 2010, decenas de líderes comunitarios y religiosos uzbecos fueron arrestados por el gobierno kirguís y acusados de incitar a la violencia étnica, entre ellos Azimzhan Askarov, que había estado filmando asesinatos e incendios provocados durante los disturbios. Luego, Askarov distribuyó el video a los medios internacionales y acusó al ejército kirguís de complicidad en los asesinatos.
Azimjan Askarov declaró abiertamente ante el tribunal que fue condenado por orden directa de Roza Otunbayeva. Los activistas de derechos humanos informaron que hablaron personalmente con Roza Otunbayeva sobre la tortura de Askarov, pero ella los ignoró por completo.

Las palabras de Askarov contra Otunbayeva también fueron apoyadas por la comisión internacional de la Federación Internacional de Derechos Humanos (FIDH):
“La misión del Observatorio se reunió con Kubatbek Baibolov, que ocupaba el cargo de Fiscal General de Kirguistán en el momento de la sentencia de Askarov. Según él, la entonces presidenta en funciones, Roza Otunbayeva, dio al tribunal instrucciones directas de condenar a Askarov a cadena perpetua".
Kubatbek Baibolov, quien fue fiscal general en 2010, confirmó que el caso contra Askarov tenía motivaciones políticas y estaba dirigido por Otunbayeva. El 31 de marzo de 2016, el Comité de Derechos Humanos de la ONU reconoció que el Estado, durante la investigación y el juicio del caso penal contra Azimzhan Askarov, violó el artículo 7, por separado y en conjunto con el artículo 1 y el artículo 14, párrafo 3 (b) y (e) del Pacto Internacional de Derechos Civiles y Políticos. El Comité tomó nota del uso de torturas y tratos crueles, inhumanos y degradantes.
Amnistía Internacional, Human Rights Watch, el Comité para la Protección de los Periodistas, Front Line, la Asociación Internacional para los Derechos Humanos (IPHR) y la Federación Internacional de Derechos Humanos han denunciado los cargos contra Askarov. El Comité para la Protección de los Periodistas pidió que él y su compañero detenido Ulugbek Abdusalomov fueran liberados y que los agentes que los arrestaron fueran investigados por "abuso de poder". Su causa también ha sido defendida por el actor estadounidense Martin Sheen. La embajada de Estados Unidos en Biskek también presionó al gobierno kirguís para que celebrara "audiencias imparciales" sobre la apelación de Askarov. Reporteros sin Fronteras ha pedido su liberación inmediata.
En 2011, la activista uzbeka de derechos humanos devuelve el premio que le fue entregado, basándose en que el mismo premio fue otorgado a Otunbayeva por la represión contra el pueblo uzbeko en Kirguistán.

## Represiones contra líderes de la oposición

### Caso Urmat Baryktabasov
Bajo Roza Otunbaeva, se llevó a cabo un arresto masivo de partidarios de Urmat Baryktabasov. El líder de la oposición Baryktabasov, líder del partido Meken-Tuu (Mi Patria), intentó caminar hasta Biskek el 5 de agosto de 2010 con sus seguidores. De camino a la capital, la columna de opositores fue dispersada por la policía, que utilizó equipos especiales. Baryktabasov y varios de sus partidarios fueron arrestados.
“Muchos de ellos no tienen nada que ver con Baryktabasov ni con la organización de manifestaciones”, explicó el activista de derechos humanos. Los líderes de las ONG señalaron que entre los detenidos se encontraban representantes del ala juvenil de Zhasasyn, Kirguistán. fiesta. (“¡Viva Kirguistán!”), el movimiento Zhashtar Kenesh (Parlamento de la Juventud) y otros. Según Umetalieva, fue testigo de cómo las personas golpeadas eran sacadas en ambulancias del Servicio de Seguridad Nacional del Estado. Según admitieron los médicos, se utilizó la tortura contra los detenidos. Umetalieva señaló que “si los miembros del gobierno continúan la represión, la situación podría salirse de control”. Urmat Baryktabasov fue condenado a 4 años de prisión y negó todas las acusaciones.

### Caso Ata-Zhurt
Tras el éxito del partido de Ata-Zhurt en las elecciones parlamentarias kirguisas de 2010, el 23 de octubre la casa de sus líderes fue asaltada. Más tarde declaró a Al Jazeera que "irrumpieron como bandidos... Creo que tenían la intención de dispararme. Creo que intentaron eliminarme: las fuerzas que quieren cancelar los resultados electorales e imponer un estado de emergencia. Lo sé por Seguro, GSNB [servicios de seguridad] estuvo detrás de estas acciones". Acusó de atacarlo a Keneshbek Duishebaev, jefe del GKNB en el gabinete de la presidenta de transición Roza Otunbayeva. Durante las elecciones de 2010, la oficina de su partido también fue saqueada e incendiada.

## Premios y condecoraciones
Otunbayeva fue incluida en la lista de 150 mujeres más influyentes del mundo en la edición de 2011 de la publicación Newsweek Daily Beast. 
Fue condecorada con la Legión de Honor francesa en el grado de Comandante así como con la "Estrella Polar", la orden de caballería más importante de Mongolia.
También recibió el Premio Minerva Medallion, concedido por el presidente de Italia en virtud de su "alto rol institucional en Kirguistán y sus actividades internacionales de promoción de la democracia y la paz".
En 2011 recibió el premio internacional de Mujeres con Coraje, que concede anualmente el Departamento de Estado de Estados Unidos a aquellas mujeres que han destacado por su liderazgo, coraje y voluntad de sacrificio en favor de los demás, especialmente cuando promocionan los derechos de las mujeres. El 13 de diciembre de 2012, la Fundación Eurasia le concedió el premio Bill Maynes por mostrar liderazgo visionario en el marco de la transición constitucional quirguiz y por dar ejemplo de una vida dedicada al servicio público. 
Otunbáeva es miembro del Club de Madrid (Madrid); miembro del Consejo de Expertos del Grupo Internacional de Crisis (Bruselas); Miembro del equipo directivo de la Fundación Interestatal de Cooperación Humanitaria de la Comunidad de Estados Independientes (Moscú); Miembro del Consejo de Liderazgo de la Red de Soluciones para el Desarrollo Sostenible, una iniciativa de las Naciones Unidas (Nueva York); Miembro del consejo de la Universidad de Naciones Unidas para la Paz en Costa Rica; Miembro del consejo del Instituto Mahatma Gandhi para la Educación para la Paz y el Desarrollo Sostenible de la UNESCO (Nueva Delhi) y miembro del Consejo Consultivo del Organismo Mundial de Migraciones (Ginebra). 
Es profesora honoraria de la Universidad de Shanghái de Ciencias Políticas y Jurídicas (China) y profesora honoraria de la Universidad Ganjavi (Azerbaiyán). También ejerce como profesora honoraria en varias universidades de la República Quirguiz.

| Predecesor: Kurmanbek Bakiyev | Presidente de Kirguistán 2010 - 2011 | Sucesor: Almazbek Atambayev |